# 約羅山國家公園
15°00′17″N 87°04′20″W / 15.00472°N 87.07222°W
約羅山國家公園是洪都拉斯的國家公園，位於該國中部弗朗西斯科-莫拉桑省，處於特古西加爾巴以北100公里，成立於1987年1月1日，面積155平方公里。